# Mesembrina mystacea
Mesembrina mystacea är en tvåvingeart som först beskrevs av Carl von Linné 1758.  Mesembrina mystacea ingår i släktet Mesembrina och familjen husflugor. Arten är reproducerande i Sverige. Inga underarter finns listade i Catalogue of Life.